# Мамон, Кузьма Тарасович
Кузьма Тарасович Мамон (укр. Кузьма Тарасович Мамон; 5 апреля 1905 — 27 февраля 1976) — украинский советский деятель в сфере сельского хозяйства, бригадир колхоза «Завет Ильича» Шевченковского района Харьковской области. Герой Социалистического Труда.

## Биография
Кузьма Мамон родился 5 апреля 1905 года в селе Бараново Староверовской волости Купянского уезда в украинской семье. Получил среднее образование, начал работать в 1920-х годах в индивидуальном сельском хозяйстве. В 1930 году вступил в колхоз «Завет Ильича» главная усадьба которого находилась в селе Бараново. В послевоенные годы возглавил полеводческую бригаду колхоза. В 1947 году колхоз собрал большое количество зерновых культур. Особенно большие показатели были в заготовки озимой пшеницы, которой было собрано 39,6 центнеров зерна с гектара на общей площади в 21,1 гектар.
За «получение высоких урожаев пшеницы, ржи, кукурузы и сахарной свёклы при выполнении колхозом обязательных поставок и натуроплаты за работу МТС в 1947 году и обеспеченности семенами зерновых культур для весеннего сева 1948 года», Президиум Верховного Совета СССР указом от 7 мая 1948 года присвоил Кузьме Тарасовичу звание Героя Социалистического Труда с вручением ордена Ленина и медали «Серп и Молот». Кроме Трофима Мамона, звание Героя Социалистического Труда получили ещё два члена колхоза — другой бригадир Павел Иванович Тесленко и председатель правления Фёдор Фёдорович Богдан. Авторы книги «Березовський край» объясняли массовое награждение попытками руководства государства поощрить крестьян повысить производительность труда на фоне массового голода в 1947 году.
Кузьма Тарасович Мамон жил в деревне Бараново и продолжал работать в местном колхозе, оставался беспартийным. Умер 27 февраля 1976 года.

## Награды
- Герой Социалистического Труда (5 мая 1948 года)[3]
- орден Ленина (5 мая 1948 года)[3]
- медаль «Серп и Молот» (5 мая 1948 года)[3]